# Wiang Phang Kham

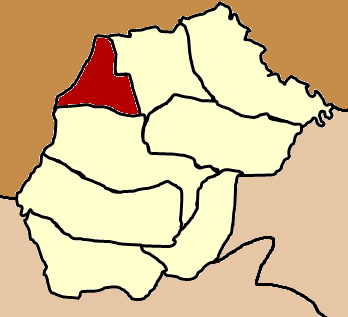
Wiang Phang Kham in het district Mae Sai

Wiang Phang Kham (Thai: เวียงพางคำ) is een tambon in de amphoe Mae Sai in de provincie Chiang Rai. De tambon heeft een oppervlakte van 34 km² en telde in 2012 in totaal 11.589 inwoners. In Wiang Phang Kham bevinden zich meerdere grotten.
De burgemeester van de tambon is Naichatrchai Chaisiri.

## Geschiedenis
Wiang Phang Kham werd opgericht in 1983 en werd officieel een tambon op 19 januari 1996.

## Geografie
| Aangrenzende tambons | Aangrenzende tambons | Aangrenzende tambons | Aangrenzende tambons | Aangrenzende tambons |
| -------------------- | -------------------- | -------------------- | -------------------- | -------------------- |
| Myanmar              |                      |                      |                      | Si Mueang Chum       |
|                      |                      |                      |                      |                      |
|                      | Mae Sai              |                      |                      |                      |
|                      |                      |                      |                      |                      |
| Si Mueang Chum       |                      | Pong Pha             |                      |                      |

Wiang Phang Kham heeft de vorm van een pylon, die naar het zuidoosten wijst. De tambon wordt begrensd in het westen en noorden door buurland Myanmar, in het oosten door Mae Sai en in het zuiden door Pong Pha. Wiang Phang Kham grenst tevens een klein stukje in het zuidoosten met Si Mueang Chum en wordt in tweeën gesplitst door de van Bangkok naar Mae Sai lopende Route 1.
Wiang Phang Kham is in het westen heuvelachtig en in het oosten redelijk vlak.

### Klimaat
De gemiddelde jaartemperatuur in Wiang Phang Kham ligt rond de 25 °C. In de zomer (tussen maart en april) is het er gemiddeld 28 °C, in de moesson (van juli tot oktober) 27 °C en in de winter (november tot februari) 10 °C.

### Bestuurlijke indeling
Wiang Phang Kham bestaat uit de volgende 10 mubans:
| No. | Naam                      | Thai              | Inwoners |  |
| 1   | Ban Mae Sai               | บ้านแม่สาย          | 1629     |  |
| 2   | Ban Doi Ngam              | บ้านดอยงาม         | 912      |  |
| 3   | Ban Wiang Phan            | บ้านเวียงพาน        | 46       |  |
| 4   | Ban Pa Yang Mai           | บ้านป่ายางใหม่       | 1542     |  |
| 5   | Ban Pa Mueat Rung Charoen | บ้านป่าเหมือดรุ่งเจริญ  | 1247     |  |
| 6   | Ban Pha Mi                | บ้านผาหมี           | 681      |  |
| 7   | Ban Huai Nam Rin          | บ้านห้วยน้ำริน        | 271      |  |
| 8   | Ban Pa Mueat Santisoek    | บ้านป่าเหมือดสันติสุข   | 1277     |  |
| 9   | Ban Pa Mueat Suk Samran   | บ้านป่าเหมือดสุขสำราญ | 1937     |  |
| 10  | Ban Pa Yang Pha Taek      | บ้านป่ายางผาแตก     | 2047     |  |

### Demografie
Aan het einde van 2012 telde Wiang Phang Kham in totaal 11.589 inwoners, waarvan 5474 mannen en 6115 vrouwen. De tambon telde destijds 6546 huishoudens. Vergeleken met 2005 is de bevolking met 15,8 procent gestegen, toen Wiang Phang Kham 10.005 inwoners telde, waarvan 4776 mannen en 5229 vrouwen. Het aantal huishoudens is ook sterk toegenomen; dit was in 2005 4943.

## Onderwijs
In Wiang Phang Kham bevinden zich 11 scholen.